# Schnapp, Land, Fluss!
Schnapp, Land, Fluss! ist ein Karten- und Wortspiel des israelischen Spieleautors Haim Shafir, das im Jahr 2002 bei dem Verlag Amigo erschienen ist. Das Spiel für zwei bis sechs Spieler ab acht Jahren dauert etwa 15 Minuten pro Spiel und baut auf dem bekannten Quizspiel Stadt, Land, Fluss auf.

## Thema und Ausstattung
In Schnapp, Land, Fluss! versuchen die Spieler wie bei dem Vorbild Stadt, Land, Fluss möglichst schnell Begriffe verschiedener Kategorien zu vorgegebenen Buchstaben zu finden. Dabei werden die Kategorien durch entsprechende Karten und die verfügbaren Buchstaben durch offene Karten in einer Auslage vorgegeben.
Das Spielmaterial besteht neben einer Spielanleitung aus 33 Kategorienkarten und 55 Buchstabenkarten.

## Spielweise
Vor dem Spiel werden die beiden Kartenstapel getrennt gemischt. Der Stapel mit den Kategorienkarten wird verdeckt als Nachziehstapel in die Tischmitte gelegt. Von den Buchstabenkarten werden 12 Karten gezogen und offen auf dem Tisch verteilt. Ein Spieler wird ausgewählt, der als Spielleiter die Kategorienkarten aufdeckt.
Das Spiel selbst kann in verschiedenen Varianten gespielt werden. Dabei gibt es eine Variante, bei der pro Kategorie immer nur ein Spieler eine Karte gewinnen kann, und eine, bei der jeder Spieler versucht, pro Kategorie möglichst viele Buchstabenkarten zu bekommen.

### Einer gewinnt
In der Variante „Einer gewinnt“ kann pro Kategorie immer nur ein Spieler eine Buchstabenkarte gewinnen. Der Spielleiter deckt zu Beginn jeder Runde eine Kategorienkarte auf und alle Spieler versuchen, möglichst schnell einen passenden Begriff beginnend mit einem der ausliegenden Buchstaben zu bilden. Ein Spieler, der einen geeigneten Begriff nennen möchte, schlägt mit seiner Hand auf die entsprechende Buchstabenkarte und sagt laut seinen Begriff. Ist er der erste und ist der Begriff korrekt, gewinnt er die Karte. Sind mehrere Spieler gleich schnell, müssen diese mit der nächsten Kategorie ein Stechen spielen. Nennt ein Spieler einen nicht passenden Begriff, darf er in dieser Runde nicht mehr teilnehmen und muss eine schon gewonnene Buchstabenkarte wieder abgeben. Fällt niemandem ein Begriff ein, wird eine neue Kategorie aufgedeckt.
Gewonnene Buchstaben werden nicht ersetzt, sodass das Spiel über 12 Runden geht. Es endet, wenn die letzte Buchstabenkarte gewonnen wurde. In der Wertung bekommt jeder Spieler für einen gewonnenen blauen Buchstaben einen und für jeden roten Buchstaben zwei Punkte. Gewinner ist der Spieler mit den meisten Punkten.

### Schnapp soviel du kannst
In der Variante „Schnapp soviel du kannst“ darf jeder Spieler pro Kategorie mehrere Buchstabenkarten gewinnen. Wie in der Standardvariante muss ein Spieler auf eine ausliegende Karte schlagen und einen passenden Begriff nennen, um diese zu gewinnen. Jeder Spieler darf jedoch nacheinander so lange Buchstaben gewinnen, wie diese ausliegen und ihm Begriffe einfallen.
Gewonnene Buchstaben werden nicht ersetzt, sodass das Spiel über 12 Runden geht. Es endet, wenn die letzte Buchstabenkarte gewonnen wurde. In der Wertung bekommt jeder Spieler für einen gewonnenen blauen Buchstaben einen und für jeden roten Buchstaben zwei Punkte. Gewinner ist der Spieler mit den meisten Punkten. Nach der Runde werden erneut 12 Buchstabenkarten ausgelegt und eine neue Kategorie gespielt.
Das Spiel endet nach der Runde, nach der alle Buchstaben verteilt sind. Gewinner ist der Spieler mit den meisten Punkten.

## Versionen und Rezeption
Das Spiel Schnapp, Land, Fluss! wurde von dem israelischen Spieleautor Haim Shafir auf der Basis von Stadt, Land, Fluss entwickelt und wurde zu den Internationalen Spieletagen 2002 bei dem deutschen Verlag Amigo veröffentlicht. Die Illustration der Karten übernahm Oliver Freudenreich. 2007 erschien das Spiel in einer zweiten Auflage in einer kleineren Spielbox.

## Belege
1. 1 2 3 4 5 6 7 8  Spieleanleitung Schnapp, Land, Fluss!; abgerufen am 16. Dezember 2018
2. ↑  Schnapp, Land, Fluss!, Versionen bei BoardGameGeek. Abgerufen am 16. Dezember 2018.